# Hoplolatilus pohle
Hoplolatilus pohle är en fiskart som beskrevs av Earle och Pyle, 1997. Hoplolatilus pohle ingår i släktet Hoplolatilus och familjen Malacanthidae. Inga underarter finns listade i Catalogue of Life.